# Beau Willimon
Beau Willimon, nome completo Pack Beauregard Willimon (Alexandria, 26 ottobre 1977), è un drammaturgo e sceneggiatore statunitense.

## Biografia
Nato a Alexandria, in Virginia, figlio di Nancy e Henry Pack Willimon. Suo padre era un capitano nella Marina degli Stati Uniti e, a causa del suo lavoro, la famiglia si trasferì spesso. I Willimon hanno vissuto alle Hawaii, San Francisco, Filadelfia, prima di stabilirsi a St. Louis, Missouri, dove il padre di Willimon si ritirò per diventare un avvocato.
Ha studiato alla John Burroughs School, diplomandosi nel 1995. In seguito studia arti visive e ottiene un BA alla Columbia University nel 1999. Nel 1998 ha lavorato come volontario e stagista per la campagna elettorale del senatore democratico Chuck Schumer. Successivamente ha lavorato alla campagna al Senato di Hillary Clinton e per la campagna presidenziale di Howard Dean. Dopo la laurea, ha lavorato per il ministero degli interni per il governo estone di Tallinn, come parte di una borsa di studio.
Dopo aver vissuto per un breve periodo in Vietnam, dove ha lavorato per una piccola rivista culturale, torna a New York per frequentare la Columbia University School of the Arts. Durante la scuola di specializzazione, ha ricevuto una borsa di studio di arti visive e ha ricevuto un Master of Fine Arts in drammaturgia dalla School of the Arts nel 2003. Successivamente frequenta il programma di drammaturgia Lila Acheson Wallace alla Juilliard School, ricevendo il Lila Acheson Wallace Juilliard Playwriting Fellowship e il Lincoln Center Le Compte du Nuoy Award.

### Carriera
Durante la Juilliard School ha scritto la commedia teatrale Farragut North, ispirata alla sua esperienza con la campagna presidenziale di Howard Dean. Nell'autunno 2008 ha debuttato off-Broadway all'Atlantic Theater Company, in una produzione interpretata da John Gallagher Jr., Chris Noth e Olivia Thirlby. L'estate seguente la produzione si è spostata a Los Angeles con Chris Pine nel ruolo di protagonista.
Un adattamento cinematografico di Farragut North, intitolato Le idi di marzo, è stato distribuito nelle sale statunitensi nell'ottobre 2011. Il film è stato diretto da George Clooney; la sceneggiatura è stata scritta da Willimon, Clooney e Grant Heslov. Interpretato da Clooney, Ryan Gosling, Evan Rachel Wood, Philip Seymour Hoffman, Paul Giamatti, Marisa Tomei e Jeffrey Wright. Il film è stato candidato nel 2012 per il premio Oscar per la Migliore sceneggiatura non originale, e per quattro Golden Globe, tra cui miglior film drammatico e miglior sceneggiatura.
Willimon ha sviluppato per Netflix la serie televisiva House of Cards - Gli intrighi del potere, adattamento dell'omonima miniserie televisiva prodotta dalla BBC, a sua volta basata su un romanzo di Michael Dobbs. L'intera prima stagione, composta da tredici episodi, è stata resa disponibile dal 1º febbraio 2013.

## Filmografia

### Sceneggiatore

#### Cinema
- Le idi di marzo (The Ides of March), regia di George Clooney (2011)
- Maria regina di Scozia (Mary Queen of Scots), regia di Josie Rourke (2018)

#### Televisione
- House of Cards - Gli intrighi del potere (House of Cards) – serie TV, 23 episodi (2013-2018)
- The First – serie TV, 8 episodi (2018)
- Andor – serie TV, 6 episodi (2022-2025)

### Produttore

#### Cinema
- Le idi di marzo (The Ides of March), regia di George Clooney (2011)
- A Master Builder, regia di Jonathan Demme (2013)

#### Televisione
- House of Cards - Gli intrighi del potere – serie TV (2013-2018)
- The First - serie TV (2018)

## Teatro
- Farragut North (2008)
- Lower Ninth (2008)
- Zusammenbruch (2008)
- Spirit Control (2010)
- The Parisian Woman (2013)
- Breathing Time (2014)